# Feel (gruppo musicale)
Feel è un gruppo formato nel 2005 a Katowice. Il loro nome originario era 'Q2', poi cambiato in 'Kupicha Band' ed infine in 'Feel'.
Il gruppo ha realizzato il suo debutto con l'album 'Feel' il 26 novembre 2007. Il loro primo successo, conosciutissimo in tutto il paese è stato A gdy jest już ciemno.
Tra i riconoscimenti ricevuti vi sono il primo premio (Bursztynowy Słowik) e il premio del pubblico nel Festival internazionale della canzone di Sopot e il premio come miglior gruppo polacco agli MTV Europe Music Awards 2008.
Il gruppo gode di un grande successo in Polonia, con tutti i singoli usciti dall'album giunti nelle prime posizioni dei dischi più venduti.

## Membri
- Piotr Kupicha - Voce, Chitarra
- Łukasz Kożuch - Tastiera, Cori
- Michał Nowak - Basso
- Michał Opaliński - Tamburo

## Discografia

### Album
- 2007 - Feel
- 2009 - Feel 2
- 2011 - Feel 3
- 2022 - Feel 5

### Singoli
| 2007 | "A Gdy Jest Już Ciemno"                  | 1 |
| 2007 | "No Pokaż Na Co Cię Stać"                | 1 |
| 2008 | "Jak Anioła Głos"                        | 2 |
| 2008 | "Pokonaj Siebie" (feat. Iwona Węgrowska) | 1 |